# Isnotrödvattnet
Isnotrödvattnet är en sjö i Örnsköldsviks kommun i Ångermanland och ingår i Moälvens huvudavrinningsområde. Sjön är 11 meter djup, har en yta på 0,421 kvadratkilometer och är belägen 288 meter över havet. Sjön avvattnas av vattendraget Utterån.

## Delavrinningsområde
Isnotrödvattnet ingår i det delavrinningsområde (707195-160603) som SMHI kallar för Inloppet i Stor-Uttersjön. Medelhöjden är 309 meter över havet och ytan är 2,87 kvadratkilometer. Det finns ett avrinningsområde uppströms, och räknas det in blir den ackumulerade arean 18,96 kvadratkilometer. Utterån som avvattnar avrinningsområdet har biflödesordning 2, vilket innebär att vattnet flödar genom totalt 2 vattendrag innan det når havet efter 80 kilometer. Avrinningsområdet består mestadels av skog (64 procent) och sankmarker (15 procent). Avrinningsområdet har 0,42 kvadratkilometer vattenytor vilket ger det en sjöprocent på 14,5 procent.